# J.C.Staff
J.C.Staff Co.,Ltd. (株式会社ジェー・シー・スタッフ, Kabushiki-gaisha J C Sutaffu?) és un estudi d'animació japonesa fundat el gener de 1986.

## Produccions

### TV Anime
- Metal Fighter Miku (1994)
- Touma Kijinden ONI (1995)
- Revolutionary Girl Utena (1997)
- Maze (1997)
- Alice SOS (1998)
- Sorcerous Stabber Orphen (1998)
- Iketeru Futari (1999)
- Starship Girl Yamamoto Yohko (1999)
- Orphen: The Revenge (1999)
- Excel Saga (1999)
- Yami no Matsuei (2000)
- Daa! Daa! Daa! (2000-2002))
- Mahō Senshi Riui (2001)
- PaRappa Rappa (2001)
- Little Snow Fairy Sugar (2001)
- Ai Yori Aoshi (2002)
- Azumanga Daioh (2002)
- Spiral: Suiri no Kizuna (2002)
- Nanaka 6/17 (2003)
- Mahou Tsukai ni Taisetsu na Koto (2003)
- Gunparade March ~Aratanaru Kougunka~ (2003)
- Ikki Tousen (2003)
- R.O.D -THE TV- (2003)
- Shingetsutan Tsukihime (2003)
- Ai Yori Aoshi ~Enishi~ (2003)
- Maburaho (2003)
- Sensei no Ojikan: Doki Doki School Hours (2004)
- Hikari to Mizu no Daphne -Daphne in the Brilliant Blue- (2004)
- Bōkyaku no Senritsu (2004)
- Oku-sama wa Mahō Shōjo (2005)
- Karin (2005)
- Fushigiboshi no Futagohime (2005)
- Gokujou Seitokai (2005)
- Shakugan no Shana (2005)
- Starship Operators (2005)
- Honey and Clover (2005)
- Mahoraba ~ Heartful Days ~ (2005)
- LOVELESS (2005)
- Yomigaeru Sora - RESCUE WINGS - (2006)
- Fushigiboshi no Futagohime Gyu! (2006)
- Honey and Clover II (2006)
- Zero no Tsukaima (2006)
- Ghost Hunt (2006)
- Asatte no Houkou (2006)
- Winter Garden (2006)
- Nodame Cantabile (2007)
- Sky Girls (2007)
- Potemayo (2007)
- Zero no Tsukaima: Futatsuki no Kishi (2007)
- Shakugan no Shana Second (2007)
- KimiKiss Pure Rouge (2007)
- Shigofumi ~Stories of Last Letter~ (2008)

### OVA
- Yōtōden (1987)
- Earthian (1989)
- Ankoku Shinden Takegami (1990)
- Osu!! Karate Bu (1990-1992)
- Chō Bakumatsu Shōnen Seiki Takamaru (1991)
- The Super Dimension Century Orguss 02 (1992)
- Appleland Monogatari (1992)
- New Dominion Tank Police (1993-1994)
- Idol Defense Force Hummingbird (1993-1995)
- Arslan Senki (1995) (1995)
- Galaxy Fraulein Yuna (1995)
- Hurricane Polymar (1996-1997)
- Konpeki no Kantai (1997)
- Kyokujitsu no Kantai (1997)
- Detatoko Princess (1998)
- Yume de Aetara (1998)
- Nekojiru-so (2001)
- Alien Nine (2001)
- Eiken (2003)
- Sky Girls (2006)
- Shakugan no Shana Tokubetsuhen (2006)